# 마츠시타 갸쿠산캇케이
마츠시타 갸쿠산캇케이(일본어: 松下 ▽, 1993년 7월 31일 ~ )는 일본의 배우로, 가나가와현 출신이며, 호리프로 소속했다.